# Francis Pryor
Francis Manning Marlborough Pryor (n. 13 ianuarie 1945, Londra, Anglia, Regatul Unit) este un arheolog englez specializat în studiul Epocii Bronzului și a Epocii Fierului în Marea Britanie.